# Casa Alcock
La Casa Alcock es una edificación localizada en Caracas, Venezuela, concebida como la primera residencia particular del arquitecto Jimmy Alcock.

## Historia
El diseño y construcción de este inmueble estuvo en el contexto del auge urbanístico de El Cafetal, que para los inicios de los años 1960 impulsaba la extensión de Caracas desde el valle hasta las colinas que marcan los inicios de la Serranía del Interior. De ahí que el arquitecto comprase un lote con una pendiente de 35 a 60% en la zona del Alto Hatillo, con vista al cerro El Ávila y marcada por una vegetación propia de los bosques montanos y por temperaturas templadas. Como se trataba de la primera construcción residencial de Alcock, se procuró una arquitectura industrial en la que privara la economía en los recursos y evitando movimientos de tierra.
El arquitecto concibió el inmueble como una estructura cúbica de dos pisos a la altura de la copa de los árboles, apoyada sobre cuatro pilotes lo más alejados de calle para garantizar tranquilidad, pero con la que se une gracias a dos puentes. El nivel es algo más bajo que la calle, pero logra sobresalir gracias a su pendiente, lo que la hace parecer de un solo piso.
La casa fue conceptualizada como una terraza elevada con un jardín vertical, rodeada por un balcón perimetral de 90 m. Además, posee un techo de tejas a cuatro aguas, aunque no se quiso relacionarla con el estilo colonial, y sus dos pisos se comunican como una escalera en espiral.
Alcock donó un boceto hecho por él mismo del plano de la casa al MoMA, institución que lo exhibió en una muestra de arquitectura latinoamericana en 2015.